# Pockenholtsordningen
Pockenholtsordningen (Zygophyllales) är en ordning av tvåhjärtbladiga växter som beskrevs av Heinrich Friedrich Link. Enligt Catalogue of Life ingår Pockenholtsordningen i klassen tvåhjärtbladiga blomväxter, fylumet kärlväxter och riket växter, men enligt Dyntaxa är tillhörigheten istället klassen tvåhjärtbladiga blomväxter, divisionen fanerogamer och riket växter. Enligt Catalogue of Life omfattar ordningen Zygophyllales 324 arter. 
Kladogram enligt Catalogue of Life och Dyntaxa:
| Pockenholtsordningen | \| \| Krameriaceae \| \| \| \| \| \| pockenholtsväxter \| \| \| \| |
|                      | \| \| Krameriaceae \| \| \| \| \| \| pockenholtsväxter \| \| \| \| |
|                      | Krameriaceae                                                       |
|                      |                                                                    |
|                      | pockenholtsväxter                                                  |
|                      |                                                                    |